# Саповнела (футбольный клуб)
«Саповнела» — грузинский футбольный клуб из города Тержола.

## История
Основан не позднее 1983 года. В 1980-е годы участвовал в чемпионате Грузинской ССР. С 1990 года, когда грузинские клубы вышли из общесоюзной системы лиг, по 1993 год выступал во втором эшелоне первенства Грузии. В 1993 году вышел в высшую лигу с третьего места. В следующем сезоне — 1993/94 — занял 13-е место из 19-ти команд высшей лиги; тренировал команду в этом сезоне Темур Кохреидзе, а лучшим бомбардиром команды (18 голов в чемпионате) стал Карло Чинчаладзе. В сезоне 1994/95 занял предпоследнее 15-е место и из высшей лиги выбыл. Спустя 20 лет тержольцы вернулись в высшую лигу, победив в группе «B» первой лиги 2014/15, но по итогам сезона 2015/16 в высшей лиге заняли последнее 16-е место и вылетели в первую лигу. По итогам переходного сезона 2016 клуб вылетел в третий по уровню дивизион, где также не удержался и по итогам сезона 2017 покинул Лигу 3. Перед началом сезона 2018 в региональной лиге «Саповнела» снялась с соревнований из-за финансовых проблем. В мае 2019 года городским судом Кутаиси клуб был признан банкротом.
В сезоне 2023 года — среди участников региональной лиги.